# FFH-Gebiet Binnendünen- und Moorlandschaft im Sorgetal
Das FFH-Gebiet Binnendünen- und Moorlandschaft im Sorgetal ist ein NATURA 2000-Schutzgebiet in Schleswig-Holstein in den Kreisen Rendsburg-Eckernförde und Schleswig-Flensburg im Naturraum ”Schleswigsche Geest“ zwischen dem FFH-Gebiet Wälder der Hüttener Berge und FFH-Gebiet Moore der Eider-Treene-Sorge-Niederung. Es besteht aus sieben räumlich getrennten FFH-Teilgebieten (TG):
1. TG Owschlager Moor[1]
2. TG Heidwischmoor[2]
3. TG Duvenstedter Moor[3]
4. TG Loher Heide und SHLF-Flächen[4]
5. TG NSG Sorgwohld[5]
6. TG Südliche Heidefläche[6]
7. TG Standortübungsplatz Krummenort (Alt Duvenstedt)[7]

Das FFH-Gebiet hat eine Gesamtfläche von 858 ha. Die größte Ausdehnung liegt in Ostwestrichtung und beträgt 8,6 km. Die höchste Erhebung mit 13,7 m (Lage) über NN liegt im Teilgebiet Loher Heide südlich des Golfplatzes Loher Sand e.V., der niedrigste Bereich mit 1 m über NN im gleichen Teilgebiet, wo die Sorge in Tetenhusen das FFH-Gebiet verlässt (Lage). Das FFH-Gebiet hat die Nr. 46 in der Liste der FFH-Gebiete gemäß EU-Wasserrahmenrichtlinie RL 92/43/EWG mit dem Code DE_PH_1623-392 im Bewirtschaftungsplan für die Flussgebietseinheit Eider.

## FFH-Gebietsgeschichte und Naturschutzumgebung
Der NATURA 2000-Standarddatenbogen (SDB) für dieses FFH-Gebiet wurde im Februar 2006 vom Landesamt für Landwirtschaft, Umwelt und ländliche Räume (LLUR) des Landes Schleswig-Holstein erstellt, im September 2004 als Gebiet von gemeinschaftlicher Bedeutung (GGB) vorgeschlagen, im November 2007 von der EU als GGB bestätigt und im Januar 2010 national nach § 32 Absatz 2 bis 4 BNatSchG in Verbindung mit § 23 LNatSchG als besonderes Erhaltungsgebiet (BEG) bestätigt. Der SDB wurde zuletzt im Mai 2019 aktualisiert. Wegen der Komplexität dieses FFH-Gebietes wurde für jedes FFH-Teilgebiet ein gesonderter Managementplan aufgestellt. Aus dem gleichen Grund wird auch in diesem Artikel jedes Teilgebiet für sich betrachtet.
Mit der Betreuung der Teilgebiete Owschlager Moor, Duvenstedter Moor und Heidwischmoor hat das Landesamt für Landwirtschaft, Umwelt und ländliche Räume des Landes Schleswig-Holstein (LLUR) gem. § 20 LNatSchG das Unabhängige Kuratorium Landschaft Schleswig-Holstein - Verband für Naturschutz und Landschaftspflege e.V. beauftragt.
Die häufigste Lebensraumklasse im FFH-Gebiet stellen mit knapp der Hälfte der Fläche die künstlich angelegten Forstflächen, gefolgt von einem Viertel Moore und Sümpfe. Der Anteil der Heideflächen ist mit 3 % sehr gering, siehe Diagramm 1.
Zwei Drittel der Gesamtfläche ist keinem FFH-Lebensraumtyp (LRT) zugeordnet. Hier handelt es sich überwiegend um künstlich angelegte Wald- und intensiv bewirtschaftete Acker- und Grünlandflächen. Der häufigste LRT ist mit einem Fünftel der Fläche Renaturierungsfähige degradierte Hochmoore, gefolgt von Sandheide mit Besenheide und Ginster auf Binnendünen und Moorwälder, siehe Diagramm 2.
In der Gesamtbeurteilung der LRT-Flächen hat nur der LRT 2320 Sandheiden mit Krähenbeere auf Binnendünen mit 0,7 % Flächenanteil eine hervorragende Bewertung bekommen. Fast drei Viertel der LRT-Flächen haben eine gute Gesamtbeurteilung erhalten, siehe Diagramm 3.

## FFH-Erhaltungsgegenstand
Laut Standard-Datenbogen vom Mai 2019 sind folgende FFH-Lebensraumtypen und Arten für das Gesamtgebiet als FFH-Erhaltungsgegenstände mit den entsprechenden Beurteilungen zum Erhaltungszustand der Umweltbehörde der Europäischen Union gemeldet worden (Gebräuchliche Kurzbezeichnung (BfN)):
FFH-Lebensraumtypen nach Anhang I der EU-Richtlinie:
- 2310 Sandheiden mit Besenheide und Ginster auf Binnendünen (Gesamtbeurteilung B)[15]
- 2320 Sandheiden mit Krähenbeere auf Binnendünen (Gesamtbeurteilung A)[16]
- 2330 Offene Grasflächen mit Silbergras und Straußgras auf Binnendünen (Gesamtbeurteilung B)[17]
- 3130 Nährstoffarme bis mäßig nährstoffreiche Stillgewässer mit Strandlings- oder Zwergbinsen-Gesellschaften (Gesamtbeurteilung C)[18]
- 3150 Natürliche und naturnahe nährstoffreiche Stillgewässer mit Laichkraut oder Froschbiss-Gesellschaften (Gesamtbeurteilung C)[19]
- 3260 Fließgewässer mit flutender Wasservegetation (Gesamtbeurteilung C)[20]
- 4010 Feuchte Heiden mit Glockenheide (Gesamtbeurteilung C)[21]
- 4030 Trockene Heiden (Gesamtbeurteilung C)[22]
- 6230* Artenreiche Borstgrasrasen (Gesamtbeurteilung B)[23]
- 6430 Feuchte Hochstaudenfluren (Gesamtbeurteilung C)[24]
- 6510 Magere Flachland-Mähwiesen (Gesamtbeurteilung C)[25]
- 7120 Renaturierungsfähige degradierte Hochmoore (Gesamtbeurteilung B)[26]
- 7140 Übergangs- und Schwingrasenmoore (Gesamtbeurteilung B)[27]
- 7150 Torfmoor-Schlenken mit Schnabelbinsen-Gesellschaften (Gesamtbeurteilung B + C)[28]
- 9190 Alte bodensaure Eichenwälder auf Sandebenen mit Stieleiche (Gesamtbeurteilung C)[29]
- 91D0* Moorwälder (Gesamtbeurteilung C)[30]

Arten gemäß Artikel 4 der Richtlinie 2009/147/EG und Anhang II der Richtlinie 92/43/EWG und diesbezügliche Beurteilung des Gebiets:
- 1096 Bachneunauge (Gesamtbeurteilung C)[32]
- 1166 Kammmolch (Gesamtbeurteilung C)[33]

## FFH-Erhaltungsziele
Aus den oben aufgeführten FFH-Erhaltungsgegenständen werden als FFH-Erhaltungsziele von besonderer Bedeutung die Erhaltung folgender Lebensraumtypen und Arten im FFH-Gebiet vom Ministerium für Energiewende, Landwirtschaft, Umwelt und ländliche Räume des Landes Schleswig-Holstein erklärt:
- 2310 Sandheiden mit Besenheide und Ginster auf Binnendünen
- 2320 Sandheiden mit Krähenbeere auf Binnendünen
- 2330 Offene Grasflächen mit Silbergras und Straußgras auf Binnendünen
- 3260 Fließgewässer mit flutender Wasservegetation
- 4010 Feuchte Heiden mit Glockenheide
- 4030 Trockene Heiden
- 6230* Artenreiche Borstgrasrasen
- 7120 Renaturierungsfähige degradierte Hochmoore
- 7140 Übergangs- und Schwingrasenmoore
- 7150 Torfmoor-Schlenken mit Schnabelbinsen-Gesellschaften
- 9190 Alte bodensaure Eichenwälder auf Sandebenen mit Stieleiche
- 91D0* Moorwälder

Aus den oben aufgeführten FFH-Erhaltungsgegenständen werden als FFH-Erhaltungsziele von Bedeutung die Erhaltung folgender Lebensraumtypen und Arten im FFH-Gebiet vom Ministerium für Energiewende, Landwirtschaft, Umwelt und ländliche Räume des Landes Schleswig-Holstein erklärt:
- 3130 Nährstoffarme bis mäßig nährstoffreiche Stillgewässer mit Strandlings- oder Zwergbinsen-Gesellschaften
- 3150 Natürliche und naturnahe nährstoffreiche Stillgewässer mit Laichkraut oder Froschbiss-Gesellschaften
- 3260 Fließgewässer mit flutender Wasservegetation
- 6430 Feuchte Hochstaudenfluren
- 6510 Magere Flachland-Mähwiesen
- 1096 Bachneunauge
- 1166 Kammmolch

## FFH-Analyse und Bewertung
Das Kapitel FFH-Analyse und Bewertung in den Managementplänen beschäftigt sich unter anderem mit den aktuellen Gegebenheiten des FFH-Gebietes und den Hindernissen bei der Erhaltung und Weiterentwicklung der FFH-Lebensraumtypen. Die Ergebnisse fließen in den FFH-Maßnahmenkatalog ein. Da es für das Gesamtgebiet keinen Managementplan gibt, sind die Ergebnisse der FFH-Analyse und Beurteilung der LRT-Flächen nur in Form der Angaben im SDB veröffentlicht. Danach haben knapp drei Viertel der FFH-LRT-Flächen eine gute Gesamtbeurteilung, gut ein Viertel eine nicht gute und nur der LRT 2320 Sandheiden mit Krähenbeere auf Binnendünen mit einer Gesamtfläche von 2,3 ha eine hervorragende Gesamtbewertung zugesprochen bekommen, siehe auch Diagramm 3.
In diesem Fall ist das Kapitel FFH-Analyse und Bewertung in den Managementplänen jedes Teilgebietes zu finden.

## FFH-Maßnahmenkatalog
Der FFH-Maßnahmenkatalog in den Managementplänen führt neben den bereits durchgeführten Maßnahmen geplante Maßnahmen zur Erhaltung und Entwicklung der FFH-Lebensraumtypen im FFH-Gebiet an. Konkrete Empfehlungen sind in Maßnahmenkarten und Maßnahmenblättern beschrieben. In diesem Fall sind diese in den Managementplänen der Teilgebiete zu finden.

## FFH-Erfolgskontrolle und Monitoring der Maßnahmen
Eine FFH-Erfolgskontrolle und Monitoring der Maßnahmen findet in Schleswig-Holstein alle 6 Jahre statt. Die Ergebnisse des letzten Folgemonitorings wurden am 21. März 2012 in einem Textbeitrag und einer Kartensammlung veröffentlicht. Neuere Daten wurden bisher nicht veröffentlicht (Stand Oktober 2021).

## FFH-Teilgebiete

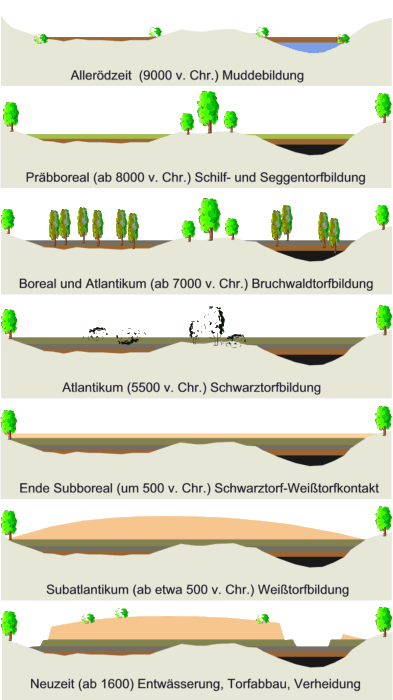
Bildung eines Hochmoores

### Teilgebiet Owschlager Moor

#### Lage und Beschreibung
Das TG Owschlager Moor liegt am Südwestrand der Gemeinde Owschlag nördlich des Flusses Sorge im Kreis Rendsburg-Eckernförde. Es wird nach Norden durch die Eisenbahnlinie Rendsburg–Flensburg begrenzt. Es hat eine Fläche von 128 ha. Seine größte Ausdehnung liegt in Richtung Nordwest und beträgt 1,93 km. Das Gelände fällt von Nord nach Süd von 10 m bis auf 4 m über NN im Süden im Sorgetal ab.
Es handelt sich beim Owschlager Moor um ein in großen Teilen durch menschlichen Einfluss degeneriertes Hochmoor. Durch tiefe Torfstiche ist eine Verbindung zum Grundwasser entstanden und hat in weiten Teilen zu einer Eutrophierung geführt, sodass eine Regenerierung zum Regenmoor nicht mehr möglich ist.

#### Schutzstatus
Das Owschlager Moor unterliegt als Teilgebiet des FFH-Gebietes Binnendünen- und Moorlandschaft im Sorgetal dem Verschlechterungsverbot nach § 33 des Bundesnaturschutzgesetzes. Es ist Teil des Schwerpunktbereiches 352 des landesweiten Biotopverbundsystems. Für Moore mit mehr als 100 m² Größe kommt die Landesverordnung über gesetzlich geschützte Biotope (Biotopverordnung) zur Anwendung. Alle Teilgebietsflächen mit FFH-Lebensraumtypen stehen gleichzeitig unter gesetzlichem Biotopschutz. Darüber hinaus gibt es Flächen, die ausschließlich den Status des gesetzlich geschützten Biotops innehaben. Das größte ist das Biotop 325386024-414 im Süden des Teilgebietes. Es handelt sich um ein 152 ha großes extensiv genutztes Grünland außerhalb des Moorkomplexes vom Biotoptyp Mäßig nährstoffreiches Nassgrünland (Lage). Der Managementplan für dieses Teilgebiet wurde am 27. Februar 2018 veröffentlicht. Er beinhaltet ebenfalls das deckungsgleiche EU-Vogelschutzgebiet DE-1623-401 „Binnendünen- und Moorlandschaft im Sorgetal“.
Mit der Betreuung des Teilgebietes Owschlager Moor hat das Landesamt für Landwirtschaft, Umwelt und ländliche Räume des Landes Schleswig-Holstein (LLUR) gem. § 20 LNatSchG das Unabhängige Kuratorium Landschaft Schleswig-Holstein - Verband für Naturschutz und Landschaftspflege e.V. beauftragt.

#### Naturschutzumgebung
Das Teilgebiet grenzt im Süden beim Sorgetal unmittelbar an das TG NSG Sorgwohld, im Nordosten jenseits der Bahnlinie an das TG Heidwischmoor.

#### FFH-Erhaltungsgegenstand
Von den 16 FFH-Lebensraumtypen und 2 Arten befinden sich 3 FFH-Lebensraumtypen und beide Arten im TG Owschlager Moor. Die Angaben beziehen sich auf die Daten aus dem Monitoring von 2012. Bei den Flächen ohne LRT-Zuordnung handelt es sich um extensiv genutzte Grünlandflächen am Rand der Moorflächen, siehe auch Diagramm 4.
- 2310 Sandheiden mit Besenheide und Ginster auf Binnendünen (Gesamtbeurteilung C)[15]
- 7120 Renaturierungsfähige degradierte Hochmoore (Gesamtbeurteilung B+C)[26]
- 7140 Übergangs- und Schwingrasenmoore (Gesamtbeurteilung C)[27]

#### FFH-Analyse und Bewertung
Die Gesamtbeurteilung der Hochmoorlebensraumtypen hat sich zwischen den Jahren 2004 und 2015 verschlechtert. Durch Starkregenereignisse im Jahre 2012 sind viele Staueinrichtungen beschädigt worden, was zu einer Verringerung des Wasserstandes und der Ansiedlung von Moorbirken geführt hat.
Der größte Teil der Moorflächen befinden sich in Privathand. Ein kleinerer Teil gehören der Gemeinde Owschlag und der Stiftung Naturschutz SH. Die Wege im Gebiet gehören ebenfalls der Gemeinde Owschlag. Der größte Teil der Grünlandflächen gehört dem Wasser- und Bodenverband Obere Sorge, ein kleiner Streifen von 1480 m² der Landgesellschaft SH.

#### FFH-Maßnahmenkatalog
Neben dem Kapitel Maßnahmenkatalog im Managementplan wurden für das TG Owschlager Moor eine Maßnahmenkarte und 10 Maßnahmenblätter erstellt.
Als wichtigste Erhaltungsmaßnahme ist die Reparatur der Stauen im Moor und eine Überarbeitung der Vernässungsplanung zu nennen. Für die Weiterentwicklung des LRT 2310 Sandheiden mit Besenheide und Ginster auf Binnendünen sind Ausmagerungsmaßnahmen wie Mahd mit Entnahme des Mähgutes oder abgestimmte Beweidung erforderlich.

#### Zugänglichkeit und Besucherinformation
Das Gebiet ist für Besucher über drei durchgehende Wege gut zugänglich. Für die Besucherinformation sind im Maßnahmenkatalog die Errichtung einer Infotafel des landesweiten Besucher-Informationssystems (BIS) am Nordzugang am Jungfernstieg und einer am Südzugang vorgesehen.

### Teilgebiet Heidwischmoor

#### Lage und Beschreibung
Das Teilgebiet Heidwischmoor ist das östlichste Teilgebiet des FFH-Gebietes Binnendünen- und Moorlandschaft im Sorgetal (Lage). Es liegt im Süden der Gemeinde Owschlag im Kreis Rendsburg-Eckernförde. Es hat eine Fläche von 27,63 ha. Seine größte Ausdehnung liegt in Richtung Nordwest und beträgt 1,24 km. Das Teilgebiet wird durch die Kreisstraße K 99 in einen östlichen und einen westlichen Teil getrennt. Der westliche Teil grenzt im Westen an die Eisenbahnlinie Rendsburg–Flensburg und im Osten an die K 99.  Der östliche Teil grenzt im Westen an die K 99 und im Osten bildet das Fließgewässer Mühlenau die Grenze. Das Gebiet fällt von Nord nach Süd von 8 m auf 4 m über NN ab. Der Westteil besteht fast ausschließlich aus Moor, während der Ostteil im Westen aus Moor mit Moorwald und im Osten bis zur Gebietsgrenze an der Mühlenau aus Grünland besteht.
Gut die Hälfte des Teilgebietes befindet sich in Privathand, den Rest teilen sich der Wasser- und Bodenverband Obere Sorge, die Stiftung Naturschutz SH und die Gemeinde Owschlag, siehe Diagramm 5.

#### Schutzstatus
Das Teilgebiet Heidwischmoor unterliegt als Teilgebiet des FFH-Gebietes Binnendünen- und Moorlandschaft im Sorgetal dem Verschlechterungsverbot nach § 33 des Bundesnaturschutzgesetzes. Es ist Teil eines Schwerpunktraumes des landesweiten Biotopverbundsystems. Für Moore mit mehr als 100 m² Größe kommt die Landesverordnung über gesetzlich geschützte Biotope (Biotopverordnung) zur Anwendung. Alle Teilgebietsflächen mit FFH-Lebensraumtypen stehen gleichzeitig unter gesetzlichem Biotopschutz. Darüber hinaus gibt es Flächen, die ausschließlich den Status des gesetzlich geschützten Biotops innehaben.
Tabelle 1: FFH-Lebensraumtypen (LRT) und gesetzlich geschützte Biotoptypen im Teilgebiet Heidwischmoor
| Biotopnummer   | Schutzstatus                   | Bezeichnung                                                | Fläche [m²] | LRT-Erhaltungszustand | Lage   | Kartierdatum |
| -------------- | ------------------------------ | ---------------------------------------------------------- | ----------- | --------------------- | ------ | ------------ |
| 325406024-0436 | FFH-LRT und ges. gesch. Biotop | 2310 Sandheiden mit Besenheide und Ginster auf Binnendünen | 2078        | C                     | (Lage) | 19.05.2019   |
| 325406024-0437 | FFH-LRT und ges. gesch. Biotop | 4030 Trockene Heiden                                       | 409         | B                     | (Lage) | 19.05.2019   |
| 325406024-0433 | FFH-LRT und ges. gesch. Biotop | 7120 Renaturierungsfähige degradierte Hochmoore            | 23438       | B                     | (Lage) | 19.05.2019   |
| 325386024-0445 | FFH-LRT und ges. gesch. Biotop | 7120 Renaturierungsfähige degradierte Hochmoore            | 19407       | C                     | (Lage) | 28.10.2019   |
| 325406024-0438 | FFH-LRT und ges. gesch. Biotop | 7120 Renaturierungsfähige degradierte Hochmoore            | 17692       | C                     | (Lage) | 19.05.2019   |
| 325386024-0444 | FFH-LRT und ges. gesch. Biotop | 7120 Renaturierungsfähige degradierte Hochmoore            | 14056       | B                     | (Lage) | 28.10.2019   |
| 325406024-0440 | FFH-LRT und ges. gesch. Biotop | 7120 Renaturierungsfähige degradierte Hochmoore            | 12747       | C                     | (Lage) | 19.05.2019   |
| 325386024-0450 | FFH-LRT und ges. gesch. Biotop | 7120 Renaturierungsfähige degradierte Hochmoore            | 1262        | B                     | (Lage) | 28.10.2019   |
| 325406024-0434 | FFH-LRT und ges. gesch. Biotop | 7140 Übergangs- und Schwingrasenmoore                      | 2041        | B                     | (Lage) | 19.05.2019   |
| 325406024-0435 | FFH-LRT und ges. gesch. Biotop | 91D0 Moorwälder                                            | 6035        | C                     | (Lage) | 19.05.2019   |
| 325386024-0449 | ges. gesch. Biotop             | FSy Sonstiges Stillgewässer                                | 477         |                       | (Lage) | 28.10.2019   |
| 325406024-0447 | ges. gesch. Biotop             | GNr Nährstoffreiches Nassgrünland                          | 729         |                       | (Lage) | 12.05.2019   |
| 325406024-0442 | ges. gesch. Biotop             | HGn, XBb Binnendüne; Feldgehölz mit hohem Nadelholzanteil  | 930         |                       | (Lage) | 19.05.2019   |
| 325406024-0445 | ges. gesch. Biotop             | NSc Sumpfreitgras-Sumpf                                    | 630         |                       | (Lage) | 20.05.2019   |
| 325406024-0432 | ges. gesch. Biotop             | NSc Sumpfreitgras-Sumpf                                    | 470         |                       | (Lage) | 14.05.2019   |
| 325406024-0444 | ges. gesch. Biotop             | RHg, XBb Binnendüne; Ruderale Grasflur                     | 2112        |                       | (Lage) | 19.05.2019   |
| 325386024-0451 | ges. gesch. Biotop             | THd Vergraste Sandheide                                    | 2940        |                       | (Lage) | 28.10.2019   |
| 325406024-0443 | ges. gesch. Biotop             | WBb Birken-Bruchwald                                       | 1558        |                       | (Lage) | 19.05.2019   |
| 325406024-0439 | ges. gesch. Biotop             | WBw Weiden-Bruchwald                                       | 16919       |                       | (Lage) | 19.05.2019   |

Für das Teilgebiet Heidwischmoor wurde vom LLUR am 13. Februar 2018 ein Managementplan veröffentlicht. Dieser wurde von den beiden Firmen „Landschaftsplanung Rekultivierung Grünplanung Prof. Dr. Gunnar Rehfeldt“ und „Planungsgemeinschaft GbR Dipl. - Ing. Ruth Peschk-Hawtree“ im Auftrag des Ministeriums für Energiewende, Landwirtschaft, Umwelt, Natur und Digitalisierung (MELUND) des Landes Schleswig-Holstein erstellt. In diesem wird das Teilgebiet Heidwischmoor mit „Owschlager Dünen“ bezeichnet. In der „Karte 1 - Übersicht -“ dieses Managementplanes wird dieses Teilgebiet fälschlicherweise mit „Teilgebiet 1: Owschlager Moor“ bezeichnet.
Mit der Betreuung des Teilgebietes Heidwischmoor hat das Landesamt für Landwirtschaft, Umwelt und ländliche Räume des Landes Schleswig-Holstein (LLUR) gem. § 20 LNatSchG das Unabhängige Kuratorium Landschaft Schleswig-Holstein - Verband für Naturschutz und Landschaftspflege e.V. beauftragt.

#### Naturschutzumgebung
Das Teilgebiet Heidwischmoor grenzt im Westen durch die Eisenbahnlinie Rendsburg–Flensburg getrennt an das Teilgebiet Owschlager Moor. 130 m östlich der Kreisstraße K 99 befindet sich das archäologische Bodendenkmal aKD-ALSH-003413. Es handelt sich um einen Grabhügel, der von Moorwald umgeben ist (Lage).

#### FFH-Erhaltungsgegenstand
Von den 16 FFH-Lebensraumtypen im Gesamtgebiet befinden sich 5 FFH-Lebensraumtypen im TG Heidwischmoor:
- 2310 Sandheiden mit Besenheide und Ginster auf Binnendünen (Erhaltungszustand C)[15]
- 4030 Trockene Heiden (Erhaltungszustand B)[22]
- 7120 Renaturierungsfähige degradierte Hochmoore (Erhaltungszustand B+C)[26]
- 7140 Übergangs- und Schwingrasenmoore (Erhaltungszustand B)[27]
- 91D0* Moorwälder (Erhaltungszustand C)[30]

Die Angaben entsprechen der Biotopkartierung des Landes Schleswig-Holstein (Stand Oktober 2021), siehe Diagramm 6. Sie weichen von den Angaben im Managementplan ab. Der LRT 4030 Trockene Heiden ist im Managementplan nicht aufgeführt. Bei den Flächen ohne LRT-Zuordnung handelt es sich um extensiv genutzte Grünlandflächen am Rand der Moorflächen.

#### FFH-Analyse und Bewertung
Bis auf den LRT 4030 Trockene Heiden werden alle  im TG vorkommenden Lebensraumtypen im Managementplan einzeln analysiert und bewertet. Allerdings wird der Erhaltungszustand bei mehr als die Hälfte der LRT-Fläche als ungünstig eingestuft. Dabei hat sich die ungünstig beurteilte Fläche in der Biotopkartierung gegenüber der Aussage im Managementplan noch vergrößert. Die im Jahre 2012 noch mit hervorragend eingestufte Fläche mit dem LRT 7140 Übergangs- und Schwingrasenmoore (Biotopnummer 325406024-0434) wird nur noch als gut eingestuft (Stand 19. Mai 2019). Das Biotop 325406024-0435 mit dem LRT 91D0* Moorwälder hat sich von günstig auf ungünstig verschlechtert, siehe Diagramm 7.

#### FFH-Maßnahmenkatalog
Im TG Heidwischmoor wurden bis zur Erstellung des Managementplanes keine gezielten Erhaltungsmaßnahmen durchgeführt. Es werden Maßnahmen zur Erhaltung des Wasserhaushaltes für erforderlich erachtet, um den hervorragenden Zustand des LRT 7140 Übergangs- und Schwingrasenmoore abzusichern. Begrenzt wird dies durch die Erfordernisse der Verkehrssicherheit auf der Bahntrasse und der K 99. Die Offenhaltung der Heideflächen sollte durch eine gezielte Beweidung erfolgen. Der LRT 7140 Übergangs- und Schwingrasenmoore bedarf einer Entfernung von Gehölzen und der Entkusselung. Die weitergehenden Entwicklungsmaßnahmen sind in einer Karte erfasst Dies gilt ebenfalls für die Erhaltungs- und Wiederherstellungsmaßnahmen. Zusätzlich sind alle Maßnahmen zum Teilgebiet zur besseren Übersichtlichkeit in den Maßnahmenblättern 1, 2, 3, 4, 6, 16, 17, 18, 24, 25 und 29 festgehalten.

#### Zugänglichkeit und Besucherinformation
Der Geländeteil östlich der K 99 kann über den Heidwischweg von der K 99 aus in Richtung Osten durchwandert werden. Von ihm führt ein Stichweg nach Südosten bis an den Südrand des Teilgebietes. Der Geländeteil westliche der K 99 bis zur Eisenbahnlinie Rendsburg–Flensburg ist nicht zugänglich.

### Teilgebiet Duvenstedter Moor

#### Lage und Beschreibung
Das Teilgebiet Duvenstedter Moor liegt im Osten des FFH-Gebietes Binnendünen- und Moorlandschaft in den Gemeinden Alt Duvenstedt, Neu Duvenstedt und Rickert im Kreis Rendsburg-Eckernförde, siehe Diagramm 8. Es grenzt im Süden an die Bundesstraße B 77 und im Norden an das Sorgetal. Es hat eine Fläche von 212 ha. Die größte Ausdehnung mit 2,7 km liegt in Nordwestrichtung. Die höchste Erhebung mit 17,3 m über NN liegt im nördlichen Teil des Teilgebietes (Lage) auf dem Standortübungsplatz Krummenort (Alt Duvenstedt), der niedrigste Bereich mit 6 m über NN am östlichen Verbandsgewässer, das auch überwiegend die Teilgebietsgrenze im Osten darstellt.

#### Schutzstatus
Das Teilgebiet Duvenstedter Moor unterliegt als Teilgebiet des FFH-Gebietes Binnendünen- und Moorlandschaft im Sorgetal dem Verschlechterungsverbot nach § 33 des Bundesnaturschutzgesetzes. Für Moore mit mehr als 100 m² Größe kommt die Landesverordnung über gesetzlich geschützte Biotope (Biotopverordnung) zur Anwendung. Der Managementplan für das Teilgebiet Duvenstedter Moor wurde vom Ministerium für Energiewende, Landwirtschaft, Umwelt, Natur und Digitalisierung des Landes Schleswig-Holstein am 27. Februar 2018 veröffentlicht.
Mit der Betreuung des Teilgebietes Duvenstedter Moor hat das Landesamt für Landwirtschaft, Umwelt und ländliche Räume des Landes Schleswig-Holstein (LLUR) gem. § 20 LNatSchG das Unabhängige Kuratorium Landschaft Schleswig-Holstein - Verband für Naturschutz und Landschaftspflege e.V. beauftragt.

#### Naturschutzumgebung
In der Umgebung des Teilgebietes Duvenstedter Moor befindet sich 700 m südwestlich das FFH- und Naturschutzgebiet Fockbeker Moor, 1440 m westlich das Teilgebiet Loher Heide des FFH-Gebietes Binnendünen- und Moorlandschaft im Sorgetal, 670 m nördlich das Teilgebietes NSG Sorgwohld desselben FFH-Gebietes. Das Teilgebiet Devenstedter Moor liegt im Schwerpunktraum 21 Moorlandschaft Duvenstedt des landesweiten Biotopverbundsystems.

#### FFH-Erhaltungsgegenstand
Im Teilgebiet Duvenstedter Moor befinden sich gemäß den Monitoringberichten von 2012 folgende FFH-Erhaltungsgegenstände (ohne Berücksichtigung der Flächen des Standortübungsplatzes Krummenort (Alt Duvenstedt)), siehe auch Diagramm 10:
FFH-Lebensraumtypen nach Anhang I der EU-Richtlinie:
- 2310 Sandheiden mit Besenheide und Ginster auf Binnendünen (Erhaltungszustand B+C)[15]
- 2320 Sandheiden mit Krähenbeere auf Binnendünen (Erhaltungszustand C)[16]
- 3130 Nährstoffarme bis mäßig nährstoffreiche Stillgewässer mit Strandlings- oder Zwergbinsen-Gesellschaften (Erhaltungszustand C)[18]
- 3150 Natürliche und naturnahe nährstoffreiche Stillgewässer mit Laichkraut oder Froschbiss-Gesellschaften (Erhaltungszustand C)[19]
- 4010 Feuchte Heiden mit Glockenheide (Erhaltungszustand C)[21]
- 4030 Trockene Heiden (Erhaltungszustand C)[22]
- 7120 Renaturierungsfähige degradierte Hochmoore (Erhaltungszustand A+B+C)[26]
- 7140 Übergangs- und Schwingrasenmoore (Erhaltungszustand B+C)[27]
- 7150 Torfmoor-Schlenken mit Schnabelbinsen-Gesellschaften (Erhaltungszustand A+B)[28]
- 9190 Alte bodensaure Eichenwälder auf Sandebenen mit Stieleiche (Erhaltungszustand C)[29]
- 91D0* Moorwälder (Erhaltungszustand C)[30]

Arten gemäß Artikel 4 der Richtlinie 2009/147/EG und Anhang II der Richtlinie 92/43/EWG und diesbezügliche Beurteilung des Gebiets:
- 1096 Bachneunauge (Keine Angabe)[32]
- 1166 Kammmolch (Keine Angabe)[33]

Neuere teilgebietsbezogene Angaben wurden bisher nicht veröffentlicht (Stand Oktober 2021). Fast die Hälfte des Teilgebietes wird durch den FFH-LRT 7120 Renaturierungsfähige degradierte Hochmoore eingenommen, siehe Diagramm 8. Fast die andere Hälfte der Fläche ist keinem FFH-LRT zugeordnet. Hier handelt es sich im Wesentlichen um die Flächen des Standortübungsplatzes. Dieser wurde im Rahmen der Folgekartierung 2009–2012 durch das Planungsbüro Brettschneider und Mordhorst neu kartiert. Danach wurde das Gelände in Karte 9 von 10 den FFH-LRTen der Sandheiden und zum Geringerem dem Bodensaurem Eichenwald zugeordnet. In der aktuellen Biotopkartierung des Landes Schleswig-Holstein werden im Bereich des Standortübungsplatzes im Informationssystem ZeBIS noch keine Angaben zu Lebensraum- und Biotoptypen gemacht (Stand Oktober 2021).
In den FFH-Gebieten des Landes Schleswig-Holstein werden für die Liegenschaften des Bundes in der Regel vom Bundesamt für Infrastruktur, Umweltschutz und Dienstleistungen der Bundeswehr GS II 4 mit der Bundesanstalt für Immobilienaufgaben - Sparte Bundesforst ein „Naturschutzfachlicher Grundlagenteil“ und ein „Maßnahmen-, Pflege- und Entwicklungsplan (MPE-Plan)“ erstellt, wie sie zum Beispiel für das FFH-Gebiet Lütjenholmer und Bargumer Heide erstellt wurden. Dies ist für den Standortübungsplatzes Krummenort (Alt Duvenstedt) noch nicht erfolgt (Stand Oktober 2021).

#### FFH-Analyse und Bewertung
Drei Viertel der FFH-Lebensraumtypen im Teilgebiet (ohne Standortübungsplatz Krummenort (Alt Duvenstedt)) befinden sich in einem nicht guten Zustand, siehe Diagramm 9. Das Teilgebiet befindet sich außerhalb des Standortübungsplatzes fast vollständig im Privatbesitz. Damit sind Maßnahmen, die über das Verschlechterungsverbot in FFH-Gebieten hinausgehen, nur auf freiwilliger Basis durchsetzbar.
Während sich das Hochmoor im Zentrum zum Besseren entwickelt hat, befinden sich die Randbereiche durch die weiterhin bestehende Entwässerung durch den Moorgraben in Degeneration. Mit der Errichtung weiterer Biogasanlagen im näheren Umfeld wurden Grünländer wieder zu Ackerflächen umgewandelt. Sie fehlen einerseits für Wiesenbrüter als Nahrungs- und Aufzuchtgebiet und erhöhen andererseits den Eintrag von Nährstoffen durch den hohen Düngebedarf in das FFH-Gebiet.
In den Heide- und Binnendünenbereichen dagegen überaltert der Bestand an Besenheide durch fehlende Nutzung und Pflege.

#### FFH-Maßnahmenkatalog
In einer öffentlichen Anhörung in Rickert wurde am 26. September 2017 der Managementplan den Eigentümern, Gebietsbetreuern, Gemeindevertretern und Wasser- und Naturschutzverbänden vorgestellt. Der Maßnahmenkatalog mit Maßnahmenkarte und Maßnahmenblättern besteht aus einer Vielzahl von möglichen Maßnahmen, wie sie nach heutigem Stand der Wissenschaft bereits vielfach zur Anwendung kommen. Konkrete Maßnahmen für dieses Teilgebiet mit Zeit- und Kostenplänen sind bisher nicht veröffentlicht worden (Stand Oktober 2021).

#### Zugänglichkeit und Besucherinformation
Am Ostrand des Teilgebietes gibt es eine Schutzhütte, von der Wege in das Teilgebiet führen.

### TG Loher Heide und SHLF-Flächen

#### Lage und Beschreibung
Das Teilgebiet „Loher Heide und SHLF-Flächen“ ist ein Waldgebiet nördlich und südlich der Sorge zwischen der Wohnbebauung von Tetenhusen im Westen und der Bundesstraße B 77 im Osten. Östlich der B 77 und der Sorge bei Sorgbrück befinden sich noch zwei kleinere Waldstücke, die ebenfalls zum Teilgebiet gehören. Das Teilgebiet schmiegt sich hufeisenförmig um eine Golfanlage des Golfclubs Loher Sand bis zur B 77. Dieses Areal ist nicht Teil des Teilgebietes. Die Sorge bildet die Kreisgebietsgrenze zwischen den Kreisen Schleswig-Flensburg im Norden und Rendsburg-Eckernförde im Süden. Der Teil nördlich der Sorge liegt in der Gemeinde Tetenhusen, der Teil südlich der Sorge gehört zur Gemeinde Lohe-Förden. Die beiden Waldstücke östlich der B 77 gehören zur Gemeinde Owschlag im Kreis Rendsburg-Eckernförde.
Das Teilgebiet hat eine Fläche von 543 ha. Die größte Ausdehnung mit 4,22 km liegt in Nordostrichtung. Die höchste Erhebung mit 13,7 m über NN liegt im zentralen Binnendünenbereich des Teilgebietes (Lage). Der niedrigste Bereich mit 0 m über NN liegt am Westrand des Teilgebietes bei Tetenhusen, wo die Sorge das Teilgebiet verlässt.
Während im Bereich der Sorge baumfreies Grünland vorherrscht, wird das restliche Teilgebiet von Wäldern bestimmt. Das war nicht immer so. Auf Karten der preußischen Landaufnahme in der zweiten Hälfte des 19ten Jahrhunderts war der Binnendünenbereich noch waldfrei.

#### Schutzstatus
Das Teilgebiet Loher Heide und SHLF-Flächen unterliegt als Teilgebiet des FFH-Gebietes Binnendünen- und Moorlandschaft im Sorgetal dem Verschlechterungsverbot nach § 33 des Bundesnaturschutzgesetzes. Insbesondere in der Südhälfte befinden sich große Flächen mit gesetzlich geschützten Biotopen. Der Managementplan für dieses Teilgebiet wurde vom Ministerium für Energiewende, Landwirtschaft, Umwelt, Natur und Digitalisierung des Landes Schleswig-Holstein am 27. Februar 2018 veröffentlicht. Mit der Betreuung des Teilgebietes Loher Heide und SHLF-Flächen hat das Landesamt für Landwirtschaft, Umwelt und ländliche Räume des Landes Schleswig-Holstein (LLUR) gem. § 20 LNatSchG für Flächen, die sich nicht im Eigentum der Schleswig-Holsteinischen Landesforsten befinden, das Unabhängige Kuratorium Landschaft Schleswig-Holstein - Verband für Naturschutz und Landschaftspflege e.V. beauftragt.

#### Naturschutzumgebung
Das Teilgebiet liegt fast vollständig im am 22. April 1962 geschaffenen Landschaftsschutzgebiet Sorgetal. Es liegt in einer Hauptverbundachse des landesweiten Biotopverbundsystems. Die Binnendünen südlich des Golfplatzes und in den beiden Waldgebieten östlich der B 77 sind ein schützenswertes Geotop:
- Kategorie: Geotop
- Objektnummer: Du 017
- Objekt: Binnendünen von Krummenort / Sorgbrück
- Geotopart: Dünen, Flugsandgebiete

640 m östlich des Teilgebietes beginnt das Teilgebiet „NSG Sorgwold“, das Teilgebiet „Südliche Heideflächen“ liegt 800 m südlich.

#### FFH-Erhaltungsgegenstand
Im Teilgebiet Loher Heide und SHLF-Flächen befinden sich gemäß den Monitoringberichten von 2012 folgende FFH-Erhaltungsgegenstände, siehe auch Diagramm 12:
FFH-Lebensraumtypen nach Anhang I der EU-Richtlinie:
- 2310 Sandheiden mit Besenheide und Ginster auf Binnendünen (Erhaltungszustand B+C)[15]
- 3130 Nährstoffarme bis mäßig nährstoffreiche Stillgewässer mit Strandlings- oder Zwergbinsen-Gesellschaften (Erhaltungszustand C)[18]
- 3150 Natürliche und naturnahe nährstoffreiche Stillgewässer mit Laichkraut oder Froschbiss-Gesellschaften (Erhaltungszustand C)[19]
- 3260 Fließgewässer mit flutender Wasservegetation (Erhaltungszustand C)[20]
- 4010 Feuchte Heiden mit Glockenheide (Erhaltungszustand C)[21]
- 4030 Trockene Heiden (Erhaltungszustand C)[22]
- 6430 Feuchte Hochstaudenfluren (Erhaltungszustand C)[24]
- 6510 Magere Flachland-Mähwiesen (Erhaltungszustand C)[25]
- 7140 Übergangs- und Schwingrasenmoore (Erhaltungszustand B+C)[27]
- 7150 Torfmoor-Schlenken mit Schnabelbinsen-Gesellschaften (Erhaltungszustand B)[28]

Arten gemäß Artikel 4 der Richtlinie 2009/147/EG und Anhang II der Richtlinie 92/43/EWG und diesbezügliche Beurteilung des Gebiets:
- 1096 Bachneunauge (Erhaltungszustand B)[32]
- 1166 Kammmolch (Erhaltungszustand C)[33]

Neuere teilgebietsbezogene Angaben wurden bisher nicht veröffentlicht (Stand Oktober 2021).

#### FFH-Erhaltungsziele
Aus den oben aufgeführten FFH-Erhaltungsgegenständen werden für das TG Loher Heide und SHLF-Flächen als FFH-Erhaltungsziele von gemeinschaftlichem Interesse die Erhaltung folgender Lebensraumtypen und Arten im FFH-Gebiet vom Ministerium für Energiewende, Landwirtschaft, Umwelt und ländliche Räume des Landes Schleswig-Holstein erklärt:
- 2310 Sandheiden mit Besenheide und Ginster auf Binnendünen
- 2330 Offene Grasflächen mit Silbergras und Straußgras auf Binnendünen
- 3260 Fließgewässer mit flutender Wasservegetation
- 4010 Feuchte Heiden mit Glockenheide
- 6430 Feuchte Hochstaudenfluren
- 6510 Magere Flachland-Mähwiesen
- 7140 Übergangs- und Schwingrasenmoore
- 7150 Torfmoor-Schlenken mit Schnabelbinsen-Gesellschaften
- 1096 Bachneunauge
- 1166 Kammmolch

#### FFH-Analyse und Bewertung
Das Teilgebiet Loher Heide und SHLF-Flächen ist dasjenige mit dem geringsten Anteil an FFH-LRT-Flächen, siehe Diagramm 12. Das liegt an dem hohen Anteil an Nadelwaldflächen im Teilgebiet. Diese werden in der Biotopkartierung als Sonstiger nutzungsgeprägter Wald geführt und sind damit kein gesetzlich geschütztes Biotop. Für diese Flächen gelten die Regelungen des Landeswaldgesetzes Schleswig-Holstein. Der weitgehend größte Teil der Teilgebietsflächen befinden sich im Besitz der Schleswig-Holsteinischen Landesforsten A.ö.R. (SHLF). Für diese gelten die Handlungsgrundsätze der Schleswig-Holsteinischen Landesforsten. Sie stellen die Einhaltung des Verschlechterungsverbotes in FFH-Flächen der SHLF sicher.
Ein Achtel der LRT-Flächen des Teilgebietes haben einen guten Erhaltungszustand, der Rest ist nicht gut erhalten, siehe Diagramm 13.

#### FFH-Maßnahmenkatalog
Der FFH-Maßnahmenkatalog in den Managementplan für das Teilgebiet Loher Heide und SHLF-Flächen führt neben den bereits durchgeführten Maßnahmen geplante Maßnahmen zur Erhaltung und Entwicklung der FFH-Lebensraumtypen im FFH-Gebiet an. Konkrete Empfehlungen sind in einer Maßnahmenkarte und in 33 Maßnahmenblättern eingehend beschrieben. Allen Maßnahmenangaben ist gemeinsam, dass sie keine Zeit- und Kostenpläne enthalten.

#### Zugänglichkeit und Besucherinformation
Das Teilgebiet ist durch Fuß- und Reitwege für den Besucher leicht zugänglich. Es fehlen Besucherinformationstafeln und Behälter für Faltblätter des landesweiten Besucherinformationssystems (BIS) für Schutzgebiete. Diese sind in den FFH-Maßnahmenkatalog aufgenommen worden.

### TG NSG Sorgwohld

#### Lage und Beschreibung
Das Teilgebiet NSG Sorgwohld liegt zwischen den beiden Teilgebieten Loher Heide und SHLF-Flächen im Westen und Owschlager Moor im Osten am Nordrand des Sorgetals. An das TG Owschlager Moor grenzt es unmittelbar. Es hat eine Fläche von 48,23 ha, seine größte Ausdehnung liegt in nordöstlicher Richtung und beträgt 2,17 km und erreicht an vielen Stellen Höhen von 8 m über NN. Der niedrigste Bereich mit Höhen von 4 m über NN liegt am Südrand der Sorgeschleife in einem Weiden-Bruchwald. Das Teilgebiet ist überwiegend mit Binnendünen bedeckt. In den Randbereichen im Südosten begrenzen Knicks die Fläche. Im äußersten Osten sind Eichen- und Birkenmischwald vorhanden.

#### Schutzstatus
Für das Teilgebiet NSG Sorgwohld wurde vom LLUR am 13. Februar 2018 ein Managementplan veröffentlicht. Dieser wurde von den beiden Firmen „Landschaftsplanung Rekultivierung Grünplanung Prof. Dr. Gunnar Rehfeldt“ und „Planungsgemeinschaft GbR Dipl. - Ing. Ruth Peschk-Hawtree“ im Auftrag des Ministeriums für Energiewende, Landwirtschaft, Umwelt, Natur und Digitalisierung (MELUND) des Landes Schleswig-Holstein erstellt. Das Teilgebiet NSG Sorgwohld unterliegt als Teilgebiet des FFH-Gebietes Binnendünen- und Moorlandschaft im Sorgetal dem Verschlechterungsverbot nach § 33 des Bundesnaturschutzgesetzes. Mit der Betreuung des Teilgebietes NSG Sorgwohld hat das Landesamt für Landwirtschaft, Umwelt und ländliche Räume des Landes Schleswig-Holstein (LLUR) gem. § 20 LNatSchG das Unabhängige Kuratorium Landschaft Schleswig-Holstein - Verband für Naturschutz und Landschaftspflege e.V. (UKLSH) beauftragt. Es ist auch der Besitzer des größten Teils der Teilgebietsfläche, siehe Diagramm 14.
Am Nordrand des NSG Sorgwohld befindet sich ein archäologisches Bodendenkmal (Lage). Es handelt sich um das Objekt aKD-ALSH-003416, einen Grabhügel, der unter Denkmalschutz steht.
Tabelle 2: FFH-Lebensraumtypen (LRT) und gesetzlich geschützte Biotoptypen im Teilgebiet NSG Sorgwohld
| Biotopnummer   | Schutzstatus                   | Bezeichnung                                                     | Fläche [m²] | LRT-Erhaltungszustand | Lage   | Kartierdatum |
| -------------- | ------------------------------ | --------------------------------------------------------------- | ----------- | --------------------- | ------ | ------------ |
| 325366022-0439 | FFH-LRT und ges. gesch. Biotop | 2310 Sandheiden mit Besenheide und Ginster auf Binnendünen      | 93955       | A                     | (Lage) | 27.10.2016   |
| 325366022-0432 | FFH-LRT und ges. gesch. Biotop | 2310 Sandheiden mit Besenheide und Ginster auf Binnendünen      | 61848       | A                     | (Lage) | 27.10.2016   |
| 325386024-0458 | FFH-LRT und ges. gesch. Biotop | 2310 Sandheiden mit Besenheide und Ginster auf Binnendünen      | 52741       | B                     | (Lage) | 28.10.2019   |
| 325366022-0419 | FFH-LRT und ges. gesch. Biotop | 2310 Sandheiden mit Besenheide und Ginster auf Binnendünen      | 35494       | B                     | (Lage) | 27.10.2016   |
| 325366022-0440 | FFH-LRT und ges. gesch. Biotop | 2310 Sandheiden mit Besenheide und Ginster auf Binnendünen      | 27087       | B                     | (Lage) | 27.10.2016   |
| 325386024-0459 | FFH-LRT und ges. gesch. Biotop | 2310 Sandheiden mit Besenheide und Ginster auf Binnendünen      | 25248       | C                     | (Lage) | 29.10.2019   |
| 325366022-0434 | FFH-LRT und ges. gesch. Biotop | 2310 Sandheiden mit Besenheide und Ginster auf Binnendünen      | 3429        | C                     | (Lage) | 27.10.2016   |
| 325366022-0472 | FFH-LRT und ges. gesch. Biotop | 2310 Sandheiden mit Besenheide und Ginster auf Binnendünen      | 1975        | C                     | (Lage) | 03.04.2020   |
| 325366022-0436 | FFH-LRT und ges. gesch. Biotop | 2320 Sandheiden mit Krähenbeere auf Binnendünen                 | 14948       | B                     | (Lage) | 27.10.2016   |
| 325366022-0433 | FFH-LRT und ges. gesch. Biotop | 2320 Sandheiden mit Krähenbeere auf Binnendünen                 | 5252        | B                     | (Lage) | 27.10.2016   |
| 325386022-0442 | FFH-LRT und ges. gesch. Biotop | 2320 Sandheiden mit Krähenbeere auf Binnendünen                 | 2336        | C                     | (Lage) | 27.10.2016   |
| 325366022-0435 | FFH-LRT und ges. gesch. Biotop | 4010 Feuchte Heiden mit Glockenheide                            | 6033        | C                     | (Lage) | 27.10.2016   |
| 325386022-0444 | FFH-LRT und ges. gesch. Biotop | 4010 Feuchte Heiden mit Glockenheide                            | 2407        | C                     | (Lage) | 27.10.2016   |
| 325386024-0462 | FFH-LRT und ges. gesch. Biotop | 6230* Artenreiche Borstgrasrasen                                | 3893        | C                     | (Lage) | 29.10.2019   |
| 325366022-0437 | FFH-LRT und ges. gesch. Biotop | 6230* Artenreiche Borstgrasrasen                                | 3240        | B                     | (Lage) | 27.10.2016   |
| 325386024-0454 | FFH-LRT und ges. gesch. Biotop | 9190 Alte bodensaure Eichenwälder auf Sandebenen mit Stieleiche | 13293       | C                     | (Lage) | 28.10.2019   |
| 325366022-0443 | FFH-LRT und ges. gesch. Biotop | 9190 Alte bodensaure Eichenwälder auf Sandebenen mit Stieleiche | 6590        | C                     | (Lage) | 27.10.2016   |
| 325386024-0463 | FFH-LRT und ges. gesch. Biotop | 9190 Alte bodensaure Eichenwälder auf Sandebenen mit Stieleiche | 2817        | C                     | (Lage) | 28.10.2019   |
| 325366022-0449 | FFH-LRT und ges. gesch. Biotop | 9190 Alte bodensaure Eichenwälder auf Sandebenen mit Stieleiche | 1048        | C                     | (Lage) | 27.10.2016   |
| 325366022-0447 | ges. gesch. Biotop             | HGy, XBb Sonstiges Feldgehölz; Binnendüne                       | 1869        |                       | (Lage) | 27.10.2016   |
| 325366022-0431 | ges. gesch. Biotop             | HGn, XBb Binnendüne; Feldgehölz mit hohem Nadelholzanteil       | 599         |                       | (Lage) | 27.10.2016   |
| 325386024-0004 | ges. gesch. Biotop             | GNr Nährstoffreiches Nassgrünland                               | 4207        |                       | (Lage) | 11.07.2014   |

#### Naturschutzumgebung
Im Teilgebiet NSG Sorgwohld befindet sich das am 6. November 1936 gegründete Naturschutzgebiet Sorgwohld. Noch Norden grenzt es an das Teilgebiet Owschlager Moor desselben FFH-Gebietes.

#### FFH-Erhaltungsgegenstand
Im Teilgebiet NSG Sorgwohld befinden sich gemäß der Biotopkartierung des Landes Schleswig-Holstein folgende FFH-Erhaltungsgegenstände:
FFH-Lebensraumtypen nach Anhang I der EU-Richtlinie:
- 2310 Sandheiden mit Besenheide und Ginster auf Binnendünen (Erhaltungszustand A+B+C)[15]
- 2320 Sandheiden mit Krähenbeere auf Binnendünen (Erhaltungszustand B+C)[16]
- 4010 Feuchte Heiden mit Glockenheide (Erhaltungszustand C)[21]
- 6230* Artenreiche Borstgrasrasen (Erhaltungszustand B+C)[23]
- 9190 Alte bodensaure Eichenwälder auf Sandebenen mit Stieleiche (Erhaltungszustand C)[29]

Zwei Drittel der Teilgebietsfläche nimmt der LRT 2310 Sandheiden mit Besenheide und Ginster auf Binnendünen ein. Knapp ein Viertel der Fläche ist keinem LRT zugeordnet, siehe auch Diagramm 12.

#### FFH-Analyse und Bewertung
Gut die Hälfte der FFH-Lebensraumflächen des Teilgebietes befinden sich in einem ausgezeichneten Erhaltungszustand. Hier handelt es sich ausschließlich um den LRT 2310 Sandheiden mit Besenheide und Ginster auf Binnendünen. Lediglich die Flächen der Feuchten Heiden und der Eichenwälder sind ausnahmslos in keinem guten Erhaltungszustand, siehe Tabelle 2 und Diagramme 12 und 13.
Hier gibt es einen Unterschied zwischen den Angaben in der Biotopkartierung des Landes Schleswig-Holstein (Stand 27. Oktober 2016) und den Angaben im SDB (Stand Mai 2019). Danach hätte sich die Fläche des LRT 2310 Sandheiden mit Besenheide und Ginster auf Binnendünen vom Erhaltungszustand A = ausgezeichnet vollständig auf den Erhaltungszustand B = gut geändert.

#### FFH-Maßnahmenkatalog
Der FFH-Maßnahmenkatalog im Managementplan für das Teilgebiet NSG Sorgwohld führt neben den bereits durchgeführten Maßnahmen geplante Maßnahmen zur Erhaltung und Entwicklung der FFH-Lebensraumtypen im FFH-Gebiet an. Konkrete Empfehlungen sind in je einer Maßnahmenkarte für die Erhaltungs- und Wiederherstellungsmaßnahmen und für die Entwicklungsmaßnahmen sowie in Maßnahmenblättern beschrieben.
Schwerpunkt der Maßnahmen ist die Bekämpfung der invasiven Art Spätblühende Traubenkirsche, das Plaggen von Dünenflächen, um Pionierlebensräume für wärmeliebende Arten zu schaffen, sowie die Fortführung von Beweidungsmaßnahmen zur Offenhaltung der Heidelebensräume.

#### Zugänglichkeit und Besucherinformation
Durch das Teilgebiet führt ein Rad- und Wanderweg. Am Südende außerhalb des FFH-Gebietes in der Ortschaft Sorgwohld befindet sich ein Parkplatz. Entlang des Weges befinden sich eine Reihe von unterschiedlichen Infotafeln des landesweiten Besucher-Informationssystems (BIS). Im September 2009 wurde vom Landesamt für Landwirtschaft, Umwelt und ländliche Räume des Landes Schleswig-Holstein (LLUR) ein Faltblatt mit Informationen zum NSG Sorgwohld veröffentlicht.

### TG Südliche Heidefläche

#### Lage und Beschreibung
Bei dem Teilgebiet Südliche Heideflächen handelt es sich um ein Übergangsmoor im Südwesten des FFH-Gebietes in der Gemeinde Lohe-Förden (Lage). Im Nordosten des Teilgebietes befindet sich ein Teich und eine Waldparzelle mit Fichten. Es hat eine Fläche von 10,6 ha und eine größte Ausdehnung von 500 m in nordwestlicher Richtung. Seine Höhe liegt zwischen 5 m und 6 m über NN. Es liegt in einem weitestgehend trockengelegtem Hochmoorgebiet, das in früheren Zeiten abgetorft und zu Acker- und Weideland umgewandelt wurde. In der Karte der Preußischen Landaufnahme von 1879 sind westlich des Teilgebietes zwei Torfstiche vermerkt. Das Gebiet entwässert in die Garlbek, die nördlich von Föhrden in die Sorge mündet.

#### Schutzstatus
Am 4. September 2017 wurde vom Ministerium für Energiewende, Landwirtschaft, Umwelt, Natur und Digitalisierung des Landes Schleswig-Holstein der Managementplan für das Teilgebiet Südliche Heidefläche veröffentlicht. Bis auf den Tannenwald im Nordosten besteht das Teilgebiet vollständig aus FFH-Lebensraumtypen und gesetzlich geschützten Biotopen. Das Teilgebiet befindet sich vollständig im Privatbesitz.

#### Naturschutzumgebung
Das Teilgebiet liegt in einem Schwerpunktbereich des landesweiten Biotopverbundsystems.

#### FFH-Erhaltungsgegenstand
Im Teilgebiet Südliche Heideflächen befinden sich gemäß den Monitoringberichten von 2012 folgende FFH-Erhaltungsgegenstände:
FFH-Lebensraumtypen nach Anhang I der EU-Richtlinie:
- 4010 Feuchte Heiden mit Glockenheide (Erhaltungszustand B)[21]
- 7140 Übergangs- und Schwingrasenmoore (Erhaltungszustand C)[27]
- 7150 Torfmoor-Schlenken mit Schnabelbinsen-Gesellschaften (Erhaltungszustand B)[28]

#### FFH-Analyse und Bewertung
Mit sieben Achtel Flächenanteil nimmt der FFH-Lebensraumtyp 7140 Übergangs- und Schwingrasenmoore den größten Raum ein, siehe Diagramm 13. Sein Erhaltungszustand ist aber nicht gut, siehe Diagramm 16. Da das Teilgebiet und Teile der umliegenden Acker- und Wiesenflächen ein und demselben Eigentümer gehören, war eine Abstimmung mit dem Eigentümer erforderlich.

#### FFH-Maßnahmenkatalog
Der FFH-Maßnahmenkatalog im Managementplan für das Teilgebiet Südliche Heideflächen führt neben den bereits durchgeführten Maßnahmen geplante Maßnahmen zur Erhaltung und Entwicklung der FFH-Lebensraumtypen im FFH-Gebiet an. Konkrete Empfehlungen sind in einer Maßnahmenkarte sowie in Maßnahmenblättern beschrieben.
Von den zehn Maßnahmenblättern sind neun mit den zuständigen Stellen abgestimmt. Konkrete Zeit- und Kostenpläne wurden bisher nicht veröffentlicht (Stand Oktober 2021). Der Schwerpunkt der Maßnahmen betrifft die Einführung einer kontinuierlichen Pflege der Flächen durch eine Hüteschafbeweidung durch das LLUR, die langfristige Umwandlung der Waldflächen in Laubwald mit standorttypischen Gehölzen und die Anlage von Randstreifen als Pufferflächen gegen das Eindringen von Nährstoffen aus den umliegenden intensiv genutzten Acker- und Grünlandflächen.

#### Zugänglichkeit und Besucherinformation
Das Gebiet ist teilweise eingezäunt und für Besucher nicht zugänglich. Informationstafeln des landesweiten Besucher-Informationssystems (BIS) sind nicht vorhanden.

### TG Standortübungsplatz Krummenort (Alt Duvenstedt)

#### Lage und Beschreibung
Das Teilgebiet Standortübungsplatz Krummenort (Alt Duvenstedt) befindet sich 500 m südlich des Ortsteils Krummenort der Gemeinde Alt Duvenstedt im Kreis Rendsburg-Eckernförde, grenzt südlich an die Bundesstraße B 77, westlich an die Standortschießanlage der Hugo-Junkers-Kaserne und ist Teil der Krummenorter Heide. Der Standortübungsplatz wird vornehmlich als Fahrübungsgelände für die Erlangung von Führerscheinen der Bundeswehr genutzt (keine Kettenfahrzeuge) (Lage). Die höchste Erhebung mit 17,3 m über NN liegt im nördlichen Binnendünengebiet (Lage), der niedrigste Bereich mit 8 m über NN an der Westspitze. Es hat eine Fläche von 62,6 ha und seine größte Ausdehnung mit 1,26 km liegt in nordwestlicher Richtung.

#### Schutzstatus
Für das Teilgebiet Standortübungsplatz Krummenort (Alt Duvenstedt) wurde vom LLUR am 13. Februar 2018 ein Managementplan veröffentlicht. Dieser wurde von den beiden Firmen „Landschaftsplanung Rekultivierung Grünplanung Prof. Dr. Gunnar Rehfeldt“ und „Planungsgemeinschaft GbR Dipl. - Ing. Ruth Peschk-Hawtree“ im Auftrag des Ministeriums für Energiewende, Landwirtschaft, Umwelt, Natur und Digitalisierung (MELUND) des Landes Schleswig-Holstein erstellt. Das Teilgebiet Standortübungsplatz Krummenort (Alt Duvenstedt) wird dort „Übungsgelände Alt Duvenstedt“ genannt. In der „Karte 1 - Übersicht -“ dieses Managementplanes wird dieses Teilgebiet mit „Teilgebiet 3: Standortübungsplatz Krummenort“ bezeichnet. Im Gegensatz zu den meisten anderen FFH-Gebieten mit Truppenübungsplätzen, wie zum Beispiel im FFH-Gebiet Lütjenholmer und Bargumer Heide, wurde vom  Bundesamt für Infrastruktur, Umweltschutz und Dienstleistungen der Bundeswehr – Kompetenzzentrum Baumanagement Kiel Referat K 6 - kein eigener Maßnahmen-, Pflege- und Entwicklungsplan (MPE-Plan) veröffentlicht. Das Teilgebiet befindet sich zu gut 95 % im Bundesbesitz. Die restlichen Flächen teilen sich private Eigentümer, die Gemeinde Alt-Duvenstedt und der Kreis Rendsburg-Eckernförde, siehe Diagramm 9.
Mit der Betreuung des TG Standortübungsplatz Krummenort (Alt Duvenstedt) hat das Landesamt für Landwirtschaft, Umwelt und ländliche Räume des Landes Schleswig-Holstein (LLUR) gem. § 20 LNatSchG das Unabhängige Kuratorium Landschaft Schleswig-Holstein - Verband für Naturschutz und Landschaftspflege e.V. beauftragt. Auf seiner Internetseite bezeichnet der Verein den Bereich des Standortübungsplatzes Krummenort (Alt Duvenstedt) mit FFH-Gebiet Krummenorter Heide (bei Krummenort).
Das Teilgebiet liegt vollständig im Europäischen Vogelschutzgebiet DE 1623-401.

#### Naturschutzumgebung
Das Teilgebiet grenzt im Norden an den Naturpark Hüttener Berge und im Osten an das Teilgebiet Owschlager Moor des FFH-Gebietes Binnendünen- und Moorlandschaft im Sorgetal. Jenseits der B 77 in 640 m Entfernung liegt im Südwesten das Naturschutzgebiet Fockbeker Moor und im Nordosten in 670 m Entfernung das Naturschutzgebiet Sorgwohld als weiteres Teilgebiet des FFH-Gebietes Binnendünen- und Moorlandschaft im Sorgetal.

#### FFH-Erhaltungsgegenstand
Im Teilgebiet Standortübungsplatz Krummenort (Alt Duvenstedt) befinden sich gemäß den Monitoringberichten von 2012 folgende FFH-Erhaltungsgegenstände:
FFH-Lebensraumtypen nach Anhang I der EU-Richtlinie:
- 2310 Sandheiden mit Besenheide und Ginster auf Binnendünen (Erhaltungszustand B + C)[15]
- 2330 Offene Grasflächen mit Silbergras und Straußgras auf Binnendünen ((Erhaltungszustand B + C)[17]
- 3150 Natürliche und naturnahe nährstoffreiche Stillgewässer mit Laichkraut oder Froschbiss-Gesellschaften (Erhaltungszustand C)[19]
- 4010 Feuchte Heiden mit Glockenheide (Erhaltungszustand B)[21]
- 4030 Trockene Heiden (Erhaltungszustand B)[22]
- 6230* Artenreiche Borstgrasrasen (Erhaltungszustand C)[23]
- 9190 Alte bodensaure Eichenwälder auf Sandebenen mit Stieleiche (Erhaltungszustand C)[29]

Die Angaben der Biotopkartierung des Landes Schleswig-Holstein zu dem Teilgebiet sind noch unvollständig (Stand November 2021).

#### FFH-Analyse und Bewertung
Den größten Flächenanteil nimmt der LRT 2330 Offene Grasflächen mit Silbergras und Straußgras auf Binnendünen ein, gefolgt vom LRT 9190 Alte bodensaure Eichenwälder auf Sandebenen mit Stieleiche und LRT 2310 Sandheiden mit Besenheide und Ginster auf Binnendünen, wobei sich letzterer überwiegend in gutem Erhaltungszustand befindet, während sich der erste überwiegend ungünstig entwickelt hat. Da der Standort nach einer Entscheidung des Bundesverteidigungsministeriums von 2019 auch nach Auflösung des Lufttransportgeschwaders 63 in Hohn erhalten bleiben soll, wird sich der Erhaltungszustand nur schwerlich nachhaltig verbessern.

#### FFH-Maßnahmenkatalog
Der FFH-Maßnahmenkatalog im Managementplan für dieses Teilgebiet führt neben den bereits durchgeführten Maßnahmen geplante Maßnahmen zur Erhaltung und Entwicklung der FFH-Lebensraumtypen im FFH-Gebiet an. Konkrete Empfehlungen sind in je einer Maßnahmenkarte für die Erhaltungs- und Wiederherstellungsmaßnahmen und für die Entwicklungsmaßnahmen sowie in den Maßnahmenblättern 1, 2, 10, 11, 12, 13, 14, 15, 20, 21, 22, 23, 24, 29, 30, 31 und 32 beschrieben.
Die Maßnahmenblätter enthalten weder Kostenpläne noch Hinweise auf erfolgte Abstimmungen zu den vorgeschlagenen Maßnahmen mit den Teilgebietseigentümern.

#### Zugänglichkeit und Besucherinformation
Das Teilgebiet ist Militärisches Sperrgebiet und für Unbefugte nicht zugänglich.